# Aeroportul Lutselk'e
Aeroportul Lutselk'e (IATA: YSG, ICAO: CYLK) este un aeroport din Łutselk'e⁠(d), Regiunea 5⁠(d), Teritoriile de Nord-Vest, Canada.
Situat la o altitudine de 179 m, aeroportul dispune de o singură pistă.